# Atelopus tricolor
Atelopus tricolor is een kikker uit de familie padden (Bufonidae) en het geslacht klompvoetkikkers (Atelopus). De soort werd voor het eerst wetenschappelijk beschreven door George Albert Boulenger in 1902.
Atelopus tricolor leeft in delen van Zuid-Amerika en komt voor in Bolivia en Peru. De kikker is bekend van een hoogte van 1250 tot 2500 meter boven zeeniveau. De soort komt in een relatief klein gebied voor en is hierdoor kwetsbaar. Door de internationale natuurbeschermingsorganisatie IUCN wordt de soort beschouwd als 'Kwetsbaar'.
Atelopus tricolor komt in tegenstelling tot veel andere klompvoetkikkers nog algemeen voor.